# 抗酸化ストレス
抗酸化ストレス（こうさんかストレス）とは、抗酸化物質が過剰に存在したときなどに生体に加わるストレスである。還元ストレス（かんげんストレス）とも呼ばれる。
活性酸素種は細胞を構成する有機物を変質(酸化)させてしまう害があるが、過剰な抗酸化物質もまた有機物を変質(還元)させてしまう害がある。
また免疫系は病原体を破壊するために活性酸素種を利用しており、過剰な抗酸化物質は免疫の能力を妨げる。
このため、還元/酸化の比率は生体内で厳しく一定に保たれている。

## 免疫系における抗酸化ストレス
免疫系において活性酸素種はアレルギー発症に寄与するヘルパーT2細胞の分化抑制、病原体（主に細菌や真菌などの原生生物）の殺菌に利用されている。
活性酸素種が阻害されるとTh-1免疫経路（攻撃-殺傷-提示-応答）が阻害され、アトピー性疾患や細菌感染を起こしやすくなる。

## 細胞質に対する抗酸化ストレス
強力な還元剤は酸化剤同様有機物を変質させてしまう。
有名な一例として硫化水素が挙げられる。
硫化水素は猛毒で刺激性が強くミトコンドリアの働きを妨げ生物を死に至らしめる一方酸化ストレスから細胞を保護する役割もあり活性イオウ分子(RSS)の量は厳密に制御されている。